# オンジル
オンジル、またはオセレ 、ムセレ (onzil、osele、musele) はガボン東部の民族集団 (コタ人、ファン人、ムベテ人) の投げナイフ。

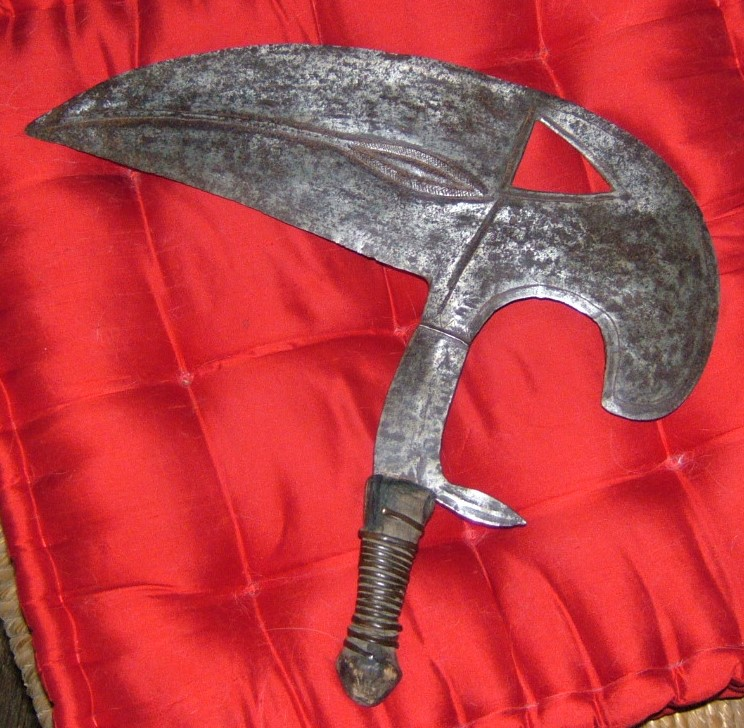
ガボン東部のオンジル

## 機能
斧に近い形状をしているオンジルは、サイチョウ形の刃を持つ。オンジルの柄は多くは木製で、真鍮か鉄、銅のワイヤーで覆われている。 また、時々象牙からも作られるオンジルはいけにえ用か、戦争用の武器として使用された。コタ人はオンジルをオセレ、またはムセレと呼び、ファン人はオンジルと呼ぶ。ファン人に関連するオンジルの初期の形は、より短くまっすぐな柄を持っていた。コタ人はファン人に隣接しており、おそらくファン人からオンジルを借用した。

## 画像

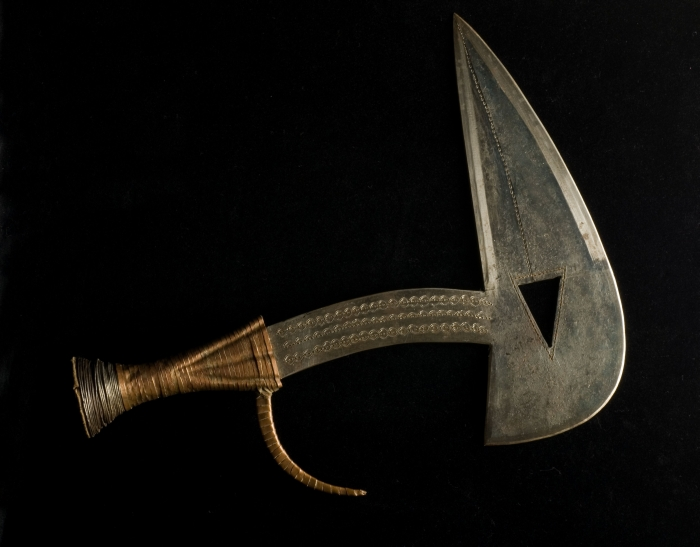
古典的なオンジル
珍しい魚の形のオンジル